# Isaac Garza Garza
Isaac Garza Garza (Monterrey, Nuevo León, 3 de junio de 1853 - 1 de mayo de 1933) fue un empresario mexicano. Fundó la Cervecería Cuauhtémoc, más tarde fue presidente del Consejo de la Compañía Fundidora de Fierro y Acero de Monterrey, del Grupo Vidriera y del Grupo Cervecería. Estas empresas fueron más tarde el núcleo de lo que se denominó Grupo Monterrey uno de los conglomerados industriales más importantes de México, integrado a su vez por dos grandes consorcios: Grupo Industrial Alfa, liderado inicialmente por su nieto, Bernardo Garza Sada, y Valores Industriales (VISA), dirigido en un principio por otro de sus nietos Eugenio Garza Lagüera.

## Estudios y familia
Sus padres fueron Juan de la Garza Martínez y Manuela Garza de Garza. En ese entonces su padre era el alcalde de la ciudad de Monterrey, hombre prominente quien impulsó la construcción del Templo del Roble, descendiente directo del capitán Marcos Alonso de la Garza y del Arcón. Su madre era la dueña de los terrenos en donde se asienta la colonia del Obispado, fue benefactora en la construcción del Colegio de las Damas del Sagrado Corazón, sede actual de la Escuela Superior de Música y Danza de Monterrey. Al fallecer su padre, su madre contrajo segundas nupcias con José Palacio, español radicado en México. Por esta razón, Isaac fue enviado a Santander, España, a los doce años de edad, a estudiar contabilidad en un internado por cinco años.
En 1887, Isaac Garza se casó con Consuelo Sada Muguerza,  hermana del empresario Francisco Sada Muguerza; de esta unión nacieron sus ocho hijos: Consuelo, Isaac, Angelina, Eugenio, Rosario, Roberto, Carmen y Amparo.
Fue un hombre de reconocida religiosidad, ayudó de manera personal, o a través de sus empresas, a la construcción de varias iglesias y escuelas. En 1890 colaboró para la fundación del Hospicio León Ortigosa. Cuando en 1909 las aguas del río Santa Catarina se crecieron provocando una gran inundación en las zonas aldeñas, varias familias perdieron sus casas. Isaac Garza, ya consolidado como empresario, proporcionó albergue y alimentos a las víctimas. Ese mismo año colaboró con otros empresarios en la fundación de la Cruz Roja y formó una Junta de Beneficencia para ayudar a los damnificados del evento climático.

## Sus inicios en Casa Calderón
A su regreso a México en 1870, radicó en San Luis Potosí, prestando sus servicios en una de las más importantes tiendas de ropa Casanueva. Demostrando sus conocimientos y habilidades estableció contacto comercial en Monterrey con el dueño de dicha tienda José Calderón Penilla, aceptando la oferta de empleo de este en la Casa Calderón. de la cual después fue socio. La unión de estos personajes llevó a la Casa Calderón a crecer y extender su red de servicio comercial; en ese entonces llegó a ser el más completo negocio en su tipo en el norte de México.

## Cervecería Cuauhtémoc

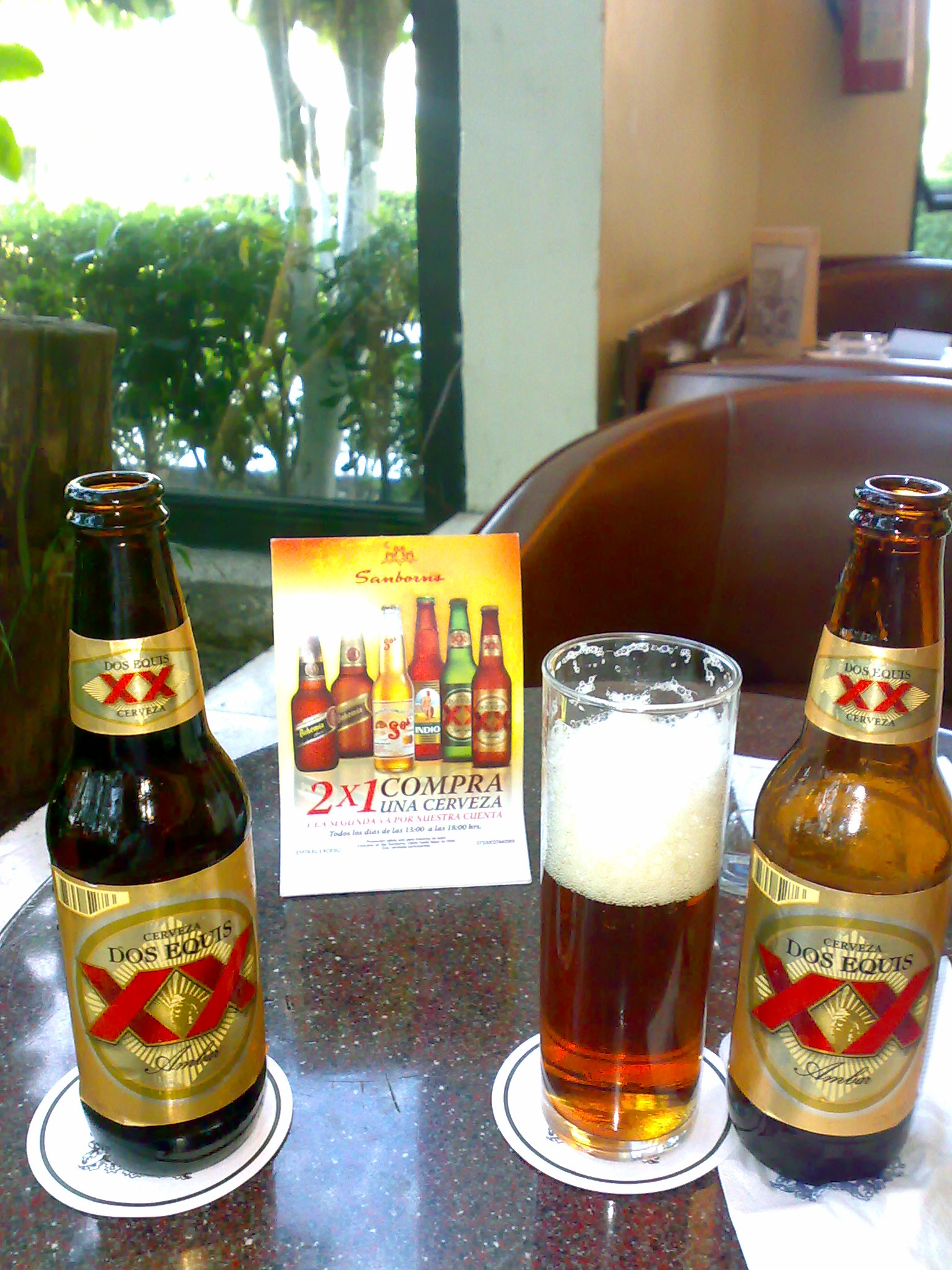
La cerveza XX, producto del grupo cervecero.

En 1886 viajó junto con José Calderón a San Luis, Misuri, en donde conocieron a Joseph M. Schnaider y con quien acordaron distribuir cerveza con el eventual compromiso de abrir una planta para fabricar este producto. De esta manera se organizó la Cervecería León que comenzó a fabricar sus primeros productos de forma artesanal.
Durante su período como gobernador, Bernardo Reyes apoyó en gran medida el desarrollo industrial de Nuevo León decretando la exención de impuestos por veinte años y facilidades para los industriales. El 8 de noviembre de 1890, Garza y sus colaboradores fundaron la Fábrica de Hielo y Cerveza Monterrey. La cervecería comenzó con una inversión inicial de 125 000 pesos y una producción anual de 60 000 barriles de cerveza y 8000 toneladas de hielo. En 1903 tenía una planta aproximada de 650 obreros y 40 empleados, su producción anual era de 100 000 barriles y una capacidad para producir diariamente 80 000 botellas y 365 toneladas de hielo. En 1909 su producción fue de 300 000 barriles de cerveza anuales, con una capacidad diaria para embotellar 300 000 unidades y una producción diaria de 750 toneladas de hielo, su planta era de 1500 obreros.
En 1912 la cervecería producía más de dieciséis millones de litros de cerveza. Su Consejo Administrativo era presidido por Isaac Garza, el secretario era José A. Muguerza, el tesorero José Calderón Muguerza, como vocal José M. Schanider y comisario Francisco G. Sada. Para obtener mano de obra calificada, Isaac Garza creó la Escuela Politécnica Cuauhtémoc, la cual impartía cursos de electricidad, refrigeración, sistemas de fermentación, física, química, comercio, agricultura y veterinaria.
La Revolución mexicana ocasionó la paralización de muchas empresas y como consecuencia Isaac Garza salió del país junto con su familia. Fue hasta el año de 1917 que regresaría a México y fue en ese momento que se reanudaron las actividades de la empresa, que por un tiempo estuvo en manos de los revolucionarios, con el propósito de ampliar las instalaciones anteriores. El 10 de marzo de 1918, junto con Luis G. Sada y Francisco G. Sada, creó la Sociedad Cuauhtémoc y Famosa.
En 1931 Don Manuel Gómez Morin buscó a los hermanos Miguel y Martín Oyamburu Arce (50%) y Pablo Diez Fernandez (50%) quienes eran los dueños del 100% de la Cercevería Modelo, la idea de Gomez Morin era aprovechar la crisis de 1929 para fusionar los dos granades conglomerados, las pláticas estuvieron a punto de lograr la compra cuando Don Martín Oyamburu Arce, se negó a hacerlo y desarrollo la distribución más moderna de la época dándole una gran ventaja a la Modelo sobre su competencia.

## Fundidora de Fierro y Acero
En el 5 de mayo de 1900, las familias más prominentes de Monterrey, y algunos inversionistas extranjeros, constituyeron la Compañía Fundidora de Fierro y Acero de Monterrey. Fueron socios Eugenio Kelly de Nueva York, Antonio Basagoiti y León Signoret de la Ciudad de México y Vicente Ferrara de la ciudad de Monterrey con un capital social de 10 000 000 pesos dividido en 100 000 acciones. Isaac Garza fue designado presidente del Consejo Administrativo.
En septiembre de 1903 comenzó a funcionar el alto horno (primero en América Latina), a finales del mismo año se registró una producción de 21 583 toneladas de lingotes. En 1909, el alto horno producía diariamente 1000 toneladas de metal fundido, el departamento de aceración contaba con tres hornos con una capacidad diaria para 325 toneladas, se contaba además con los departamentos de laminado, taller de vaciado, maquinaria y fragua, fabricando tornillos, tuercas, remaches y rondanas.

## Vidriera Monterrey
El 20 de octubre de 1899 fue fundada la primera compañía vidriera en Monterrey con el nombre de Fábrica de Vidrios y Cristales S.A. con un capital de 100 000 pesos. Isaac Garza fue el presidente del Consejo de Administración por 40 años, siendo secretario Luis Manero, tesorero Tomás Mendirichaga y comisarios Francisco Belden, José A. Muguerza y Fernando Martínez.
La producción de vidrio inició en 1903, el objetivo primordial de la planta era fabricar botellas para la cervecería. El 28 de diciembre de 1909, después de cerrar la primera fábrica, Isaac Garza, fundó la Compañía Vidriera Monterrey S.A. (Vitro).

## Muerte
Poco antes de su muerte, Isaac Garza fundó la compañía Malta S.A., falleció el 1 de mayo de 1933 a consecuencia de una afección cardíaca. A casi setenta años de su muerte, el comité de Impulsa Nuevo León —a manera de reconocimiento por su labor en la industria regiomontana— le otorgó el Galardón Empresarial 2011, considerándolo un empresario emblemático del estado de Nuevo León.

## Legado y continuidad familiar de las empresas

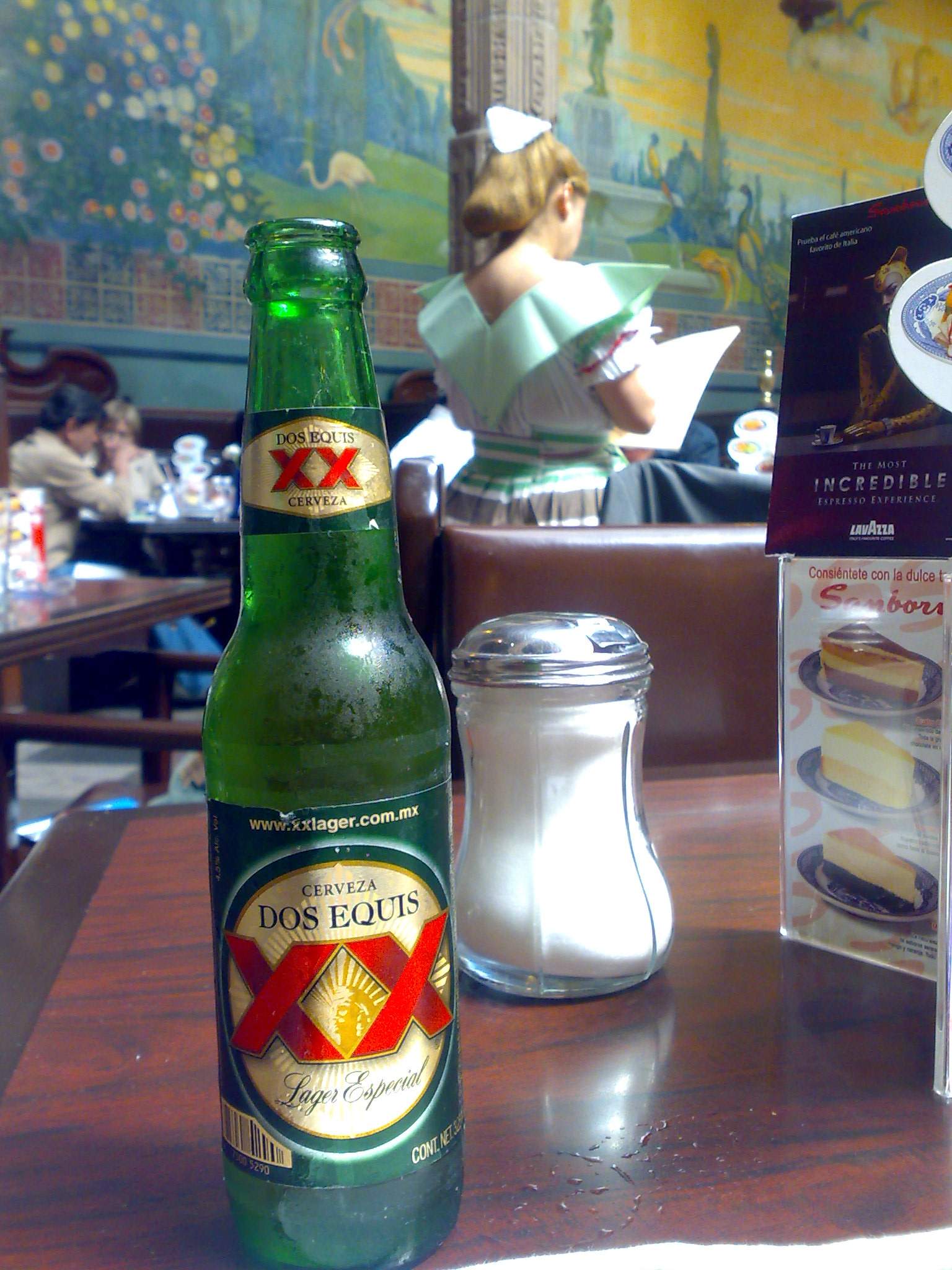
Cerveza XX Lager

Esta empresa con sus hijos Eugenio y Roberto al mando fue diversificándose en varias ramas: Cervecería Cuahutémoc; Hojalata y Lámina (HYLSA), cuyo objetivo primordial fue la fabricación de las tapas o corcholatas de las botellas de cerveza (hoy parte del grupo Ternium); Empaques de Cartón Titán, cuyo objetivo primordial era la fabricación de cajas de cartón para empacar las botellas de cerveza (sustituyendo a las cajas de madera); el banco Banca Serfín, hoy Banco Santander, constituido originalmente como Compañía General de Aceptaciones, y Televisión Independiente de México.
Más tarde esta se divide en dos partes una quedando con el nombre original de Visa, encabezada por su nieto Eugenio Garza Lagüera y conformada por la Cervecería y la Banca; y otra el Grupo Industrial Alfa encabezada por su nieto Bernardo Garza Sada y conformada por Hojalata y Lámina, Empaques de Cartón Titán y Televisión Independiente de México.
Tiempo después y ya al mando de su hijo Eugenio, dicha empresa compró a su competidor, la Cervecería Moctezuma, formando la Cervecería Cuauhtémoc Moctezuma, que en un tiempo fue líder en el mercado mexicano en ventas hasta perder su liderazgo ante Grupo Modelo en la década de 1970.
Para la década de 1980, las empresas de la familia Garza Sada habían sido expandidas a través de cuatro generaciones y se enfocaban en cuatro rubros principales:
1) La cervecería o Grupo Cuauhtémoc, incluyendo sus fábricas de empaque y sus redes de distribución.
2) El Grupo Vidriera, fabricando diversas clases de vidrio.
3) El Grupo Alfa, el cual emergió de HYLSA, abarcando yacimientos de mineral, fundidoras y procesadoras.
4) CYDSA, o grupo químico, fabricando sales, tejidos y bandas para llantas.
Desde 2010 la Cervercería Cuauhtémoc Moctezuma es parte del grupo internacional Heineken con sede en Ámsterdam, Holanda, pero sigue fabricando gran parte de las cervezas originadas por Isaac Garza, como por ejemplo, la cerveza Cuauhtémoc, la cual al no poseer nombre en su envase llegó a conocerse solamente como Indio. Otro ejemplar es la cerveza Dos-Equis (XX) que fue introducida a principios del siglo XX, precisamente para marcar dicho evento.
Y el Grupo Industrial Alfa al mando de su hijo Roberto invirtió en otras áreas y con el tiempo fue cambiando de giros y ahora se compone de Alpek, petroquímica- Newpek, gas natural -Sigma Alimentos, carnes frías, quesos y comidas refrigeradas, Nemak, partes automotrices - Alestra, telecomunicaciones y Terza, alfombras.

## Galería

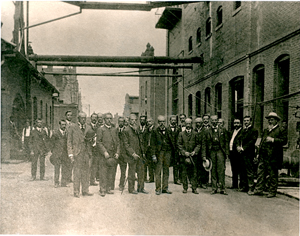
Isaac Garza en Cerveceria Cuauhtémoc
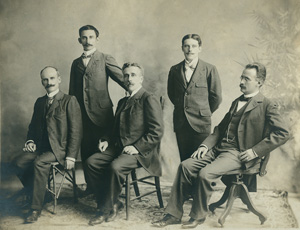
Isaac Garza y el consejo de administración.
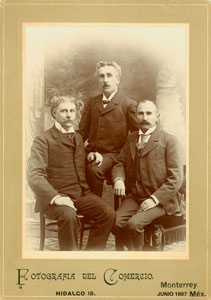
Isaac Garza primero fue comerciante